# Вбивство Хатун Сюрюджю

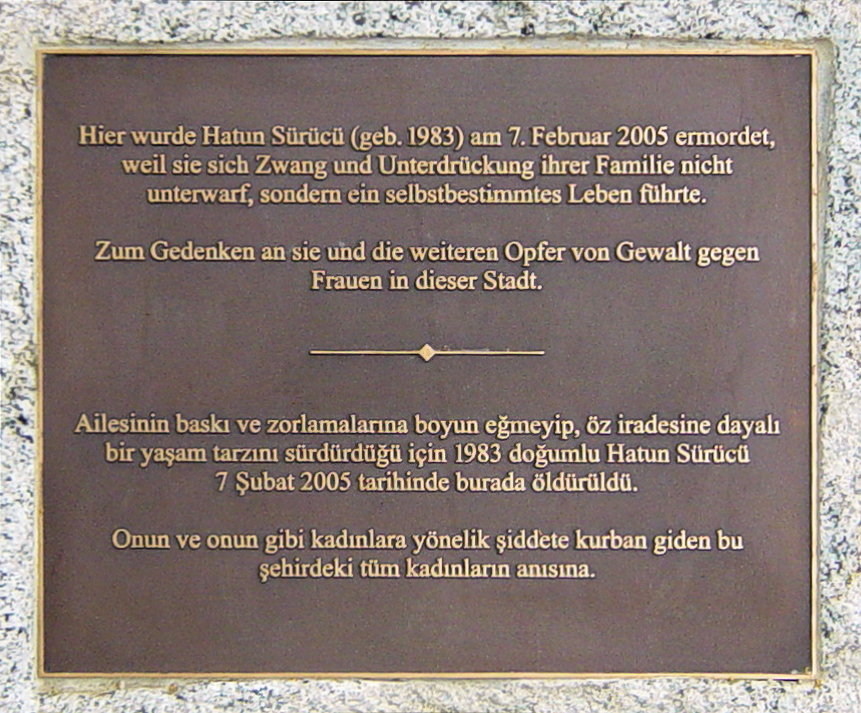
Меморіальна дошка Хатун Сюрюджю, Oberlandgarten 1, Berlin-Tempelhof, Німеччина (berlandgarten). На табличці було вказано неправильний рік народження (1983 замість 1982). Його замінили у 2013 році.

Хатун «Айнур» Сюрюджю (також пишеться як Хатін Сюрюджю; 17 січня 1982, Західний Берлін — 7 лютого 2005, Берлін) — курдсько-турецька жінка, яка проживала в Німеччині, сім'я якої походила з Ерзурума. Її убив у віці 23 років у Берліні її молодший брат в ім'я так званої честі. Сюрюджю розлучилася з двоюрідним братом, з яким вона була примушена одружитися у віці 16 років, і, як повідомляється, зустрічалася з німцем. Її вбивство розпалило суспільну дискусію щодо примусових шлюбів у мусульманських родинах.
Сім'я відправила Сюрюджю до села її предків і змусила вступити в шлюб з двоюрідним братом у віці 16 років. У 1999 році вона народила сина Джана. У жовтні 1999 року втекла з дому своїх батьків у Берліні, знайшовши притулок в будинку для неповнолітніх матерів. Вона відвідувала школу та переїхала у власну квартиру в берлінському районі Темпельгоф. На момент убивства вона закінчувала навчання на електрика.

## Вбивство
7 лютого 2005 року на автобусній зупинці біля її квартири Сюрюджю вбили трьома пострілами в голову. Поліція затримала трьох її братів 14 лютого. Після кількох тижнів висвітлення в новинах ЗМІ почали називати вбивство вбивством честі, оскільки Сюрюджю отримувала погрози та повідомила про це в поліцію, до того як її вбили.

## Звинувачення
У липні 2005 року прокуратура Берліна висунула звинувачення братам Сюрюджю у її вбивстві. 14 вересня 2005 року Айхан Сюрюджю, молодший брат, зізнався у вбивстві своєї сестри.
У квітні 2006 року Айхана засудили до 9 років і 3 місяців ув'язнення, а двох його старших братів виправдали за звинуваченнями у змові з метою вбивства сестри. Сторона обвинувачення негайно подала апеляцію до Федерального суду правосуддя, Bundesgerichtshof, і 5-й кримінальний відділ Федерального суду юстиції скасував вирок і дозволив перегляд. Нове кримінальне провадження мало відбутися у серпні 2008 року.
Після відбуття покарання 4 липня 2014 року Айхана Сюрюджю було звільнено з в'язниці та депортовано з Німеччини до Туреччини.

## Громадське обурення

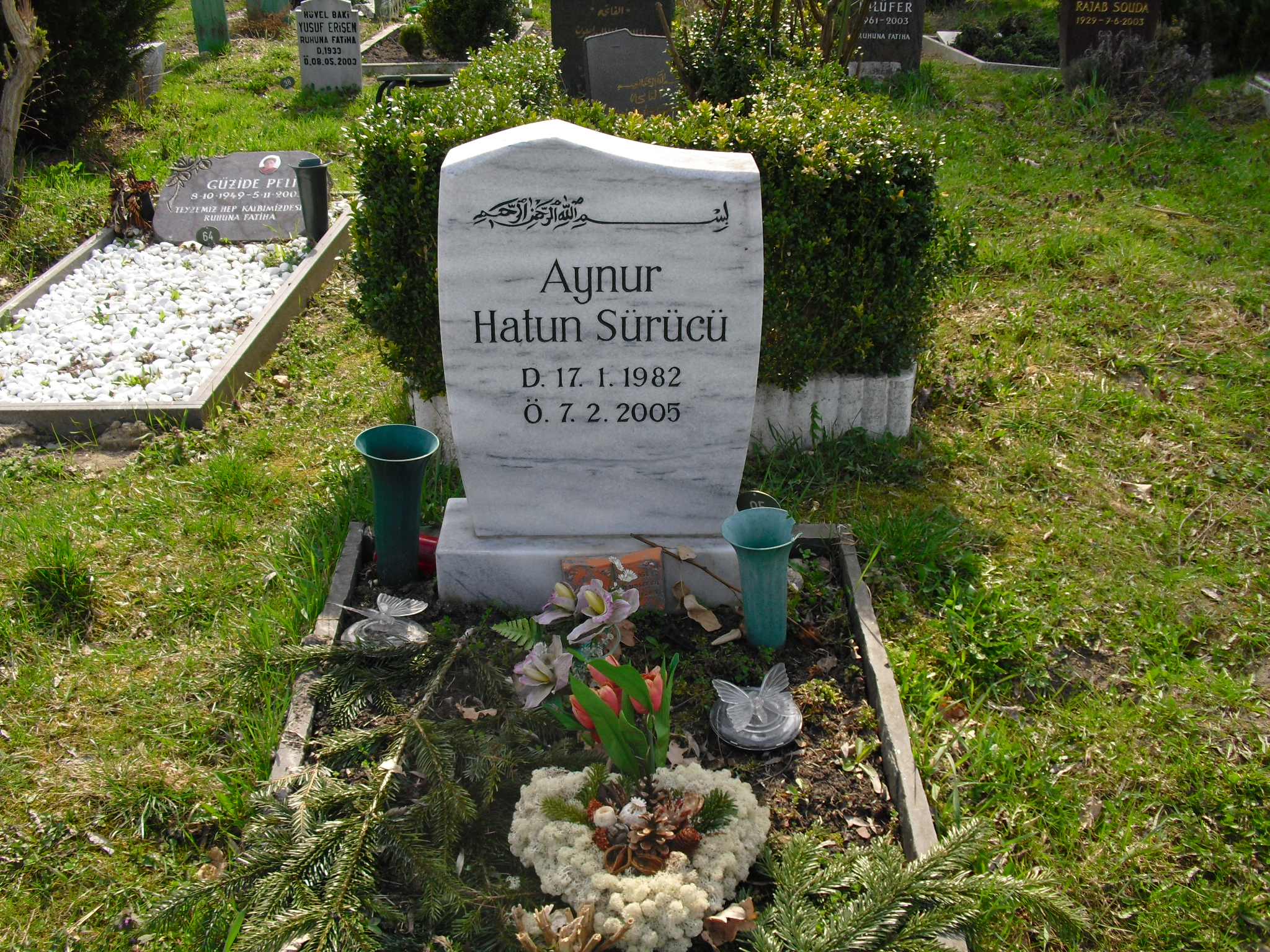
Могила Хатун Сюрюджю в Берлін-Гатов

Вбивство Сюрюджю стало шостим випадком вбивства «честі» з жовтня 2004 року. 22 лютого 2005 року Берлінська асоціація геїв і лесбійок провела мітинг на місці злочину, в якому взяли участь близько 100 німців і турків. 24 лютого відбулося друге віче, яке закликали німецькі політики та митці. Вбивство Сюрюджю та кілька подібних випадків у Німеччині та інших країнах Європи були наведені політичними противниками вступу Туреччини до Європейського Союзу як приклад нехтування правами людини в турецькій культурі. Сюрюджю був курдського походження.
Поведінка сім'ї Сюрюджю знову викликала обурення громадськості, коли сестра Хатун Арзу подала заяву про опіку над шестирічним сином Хатун Джаном, який після вбивства матері жив у прийомній сім'ї в Берліні. Через 8 місяців окружний суд Берліна-Темпельгофа відхилив прохання. Арзу Сюрюджю оскаржила це рішення, але апеляція була відхилена.
Громадськість продовжує згадувати Хатун у річницю її смерті. Активісти та громадяни покладають вінки в пам'ять про неї та агітують за допомогу дівчатам, які зазнали примусового шлюбу та насильства через честь. Гіясеттін Саян, курдський політик, поскаржився, що жоден курдський представник не був запрошений на демонстрації після вбивства Сюрюджю, сказавши: «Ми всі з Туреччини, але не всі ми турки».

## Спадщина
Іменем жертви назвали міст у Нойкельні, Берлін. 
Die Fremde (Коли ми підемо) був першим фільмом, випущеним у 2010 році, натхненним подіями. 
Про злочин зняли фільм «Звичайна жінка». Він був випущений у 2019 році. 